# 1935-ös magyar atlétikai bajnokság
Az 1935-ös magyar atlétikai bajnokságon, amely a 40. magyar bajnokság volt, a férfi 50 kilométeres gyalogló számmal bővült a verseny.

## Eredmények

### Férfiak
| Versenyszám       | Arany                                                                         | Arany   | Ezüst                                                           | Ezüst   | Bronz                                                              | Bronz   |
| ----------------- | ----------------------------------------------------------------------------- | ------- | --------------------------------------------------------------- | ------- | ------------------------------------------------------------------ | ------- |
| 100 m             | Sír József BBTE                                                               | 10,7    | Paizs János BBTE                                                | 10,9    | Minai Márió BBTE                                                   | 10,9    |
| 200 m             | Sír József BBTE                                                               | 21,7    | Minai Márió BBTE                                                | 22,3    | Paizs János BBTE                                                   | 22,4    |
| 400 m             | Zsitvay Zoltán BBTE                                                           | 48,6    | Körösi Vilmos Debreceni EAC                                     | 50,7    | Ribényi Tibor MAC                                                  | 51,0    |
| 800 m             | Szabó Miklós MAC                                                              | 1:55,3  | Temesvári Ferenc BBTE                                           | 1:56,0  | Sárvári Rezső Újpesti TE                                           | 1:56,2  |
| 1500 m            | Szabó Miklós MAC                                                              | 3:59,2  | Iglói Mihály BBTE                                               | 3:59,4  | Gömöri Elemér Újpesti TE                                           | 4:01,0  |
| 5000 m            | Kelen János BBTE                                                              | 15:09,8 | Görög László Újpesti TE                                         | 15:25,6 | Németh Béla MTE                                                    | 15:33,6 |
| 10 000 m          | Kelen János BBTE                                                              | 31:26,0 | Sajtos Ferenc BBTE                                              | 32:44,0 | Csaba István BSZKRT                                                | 33:01,6 |
| 110 m gát         | Kovács József BBTE                                                            | 15,4    | Jávor István BSZKRT                                             | 15,5    | Levente Ferenc Budafoki IK                                         | 16,0    |
| 200 m gát         | Kovács József BBTE                                                            | 24,5    | Héjjas István BSZKRT                                            | 25,6    | Levente Ferenc Budafoki IK                                         | 25,9    |
| 400 m gát         | Héjjas István BSZKRT                                                          | 55,9    | Nagy Géza MAC                                                   | 57,6    | Kertész István Ferencvárosi TC                                     | 59,4    |
| 50 km gyaloglás   | Jánosi Rezső MÁV Gépgyári SK                                                  | 5:03:13 | Farkas Zoltán Ferencvárosi TC                                   | 5:12,41 | Hajdu Miklós Ferencvárosi TC                                       | 5:18,30 |
| magasugrás        | Bódosi Mihály PEAC                                                            | 182 cm  | Krasznai Antal BBTE                                             | 178 cm  | Sólyom György Kitartás Egyetemi AC                                 | 174 cm  |
| távolugrás        | Koltai Henrik BBTE                                                            | 743 cm  | Megyeri Jenő PEAC                                               | 711 cm  | Szirmai László Dorogi AC                                           | 697 cm  |
| hármasugrás       | Szirmai László Dorogi AC                                                      | 14,89 m | Somló Lajos Ferencvárosi TC                                     | 13,88 m | Somogyi László Ferencvárosi TC                                     | 13,87 m |
| rúdugrás          | Zsuffka Viktor MAC                                                            | 380 cm  | Király István MAC                                               | 360 cm  | Csányi Zoltán MAC                                                  | 360 cm  |
| súlylökés         | Darányi József MAC                                                            | 14,98 m | Horváth István MAC                                              | 14,52 m | Csányi Zoltán MAC                                                  | 14,32 m |
| diszkoszvetés     | Donogán István MAC                                                            | 46,50 m | Madarász Endre BSZKRT                                           | 45,52 m | Józsa Dezső Pécsi EAC                                              | 43,60 m |
| gerelyhajítás     | Várszegi József MAC                                                           | 62,21 m | Horváth Vilmos Pécsi EAC                                        | 59,45 m | Csányi Barna MAC                                                   | 58,49 m |
| tízpróba          | Csányi Zoltán MAC                                                             | 6280    | Levente Ferenc Budafoki IK                                      | 5957    | Havas János Ferencvárosi TC                                        | 4675    |
| maraton           | Galambos József BSZKRT                                                        | 2:57:40 | Gégény István Postás                                            | 2:58:23 | Zelenka István Salgótarjáni BTC                                    | 3:07:03 |
| mezei futás       | Simon István BSZKRT                                                           | 33:24,0 | R. Szabó Ferenc BLE                                             | 33:46,6 | Verbőci László BBTE                                                | 33:52,2 |
| 4 × 100 m         | BBTE Koltai Henrik Paizs János Kovács József Sír József                       | 41,9    | MAC Nagy Géza Szabó Tibor Dombóvári Dohnányi Endre              | 43,0    | Újpesti TE Solt Tibor Forgács László Bencs Cziráki                 | 43,8    |
| 4 × 400 m         | BBTE Czeglényi László Kovács József Temesvári Ferenc Zsitvay Zoltán           | 3:18,8  | MAC Nagy Zábolyi Endre Ribényi Tibor Szabó                      | 3:21,4  | Alba Regia AK Major Ferenc Viola Ferenc Twordi András Vadas József | 3:30,8  |
| 4 × 1500 m        | MAC Rátonyi Sándor Csaplár András Istenes Gusztáv Szabó Miklós                | 16:22,0 | Újpesti TE Görög László Gömöri Elemér Eper Imre Sárvári Rezső   | 16:26,2 | BBTE Márta Iglói Mihály Magyari József Keveházy Zoltán             | 17:31,0 |
| 5000 m csapat     | BBTE Kelen János Verbőczi László Keveházy Zoltán Sajtos Ferenc Gergely Ferenc | 35 pont | Újpesti TE Görög László Eper Imre Sárosi József Kósa Sándor Kis | 65 pont | MTK Fischer Ernő Ács Kis Kövér Tuza                                | 93 pont |
| mezei futáscsapat | Újpesti TE Eper Imre Sárosi József Gömöri Elemér Görög László Mauréry Tibor   | 47 pont | BSZKRT Simon Csaba István Galambos József Kucsera Cser          | 51 pont | BBTE Verbőci László Sajtos Ferenc Gergely Ferenc Kohanek Rábel     | 62 pont |

### Nők
| Versenyszám   | Arany                                                                         | Arany   | Ezüst                                   | Ezüst   | Bronz                                        | Bronz   |
| ------------- | ----------------------------------------------------------------------------- | ------- | --------------------------------------- | ------- | -------------------------------------------- | ------- |
| 100 m         | Nagy Edit Testnevelési Főiskola                                               | 13,1    | Medveczky Sarolta Testnevelési Főiskola | 13,1    | Kaltenecker Irma Pestújhelyi SC              | 13,5    |
| 80 m gát      | Vértessy Katalin BBTE                                                         | 14,1    | Lovász Anna Munkás TE                   | 15,6    | Ligeti Mária Műegyetemi AFC                  | 15,7    |
| magasugrás    | Csák Ibolya Nemzeti TE                                                        | 152 cm  | Kolos Margit OSC                        | 145 cm  | Szentkirályi Margit BEAC                     | 140 cm  |
| távolugrás    | Nagy Edit Testnevelési Főiskola                                               | 484 cm  | Krónits Erzsébet BEAC                   | 478 cm  | Andrássy Mária Testnevelési Főiskola         | 474 cm  |
| súlylökés     | Szöllősi Ilona Nemzeti TE                                                     | 11,50 m | Nagy Aranka Testnevelési Főiskola       | 11,37 m | Barcza Erzsébet OSC                          | 9,40 m  |
| diszkoszvetés | Szöllősi Ilona Nemzeti TE                                                     | 35,75 m | Nagy Aranka Testnevelési Főiskola       | 34,17 m | Nadányi Ágnes Nemzeti TE                     | 32,05 m |
| gerelyhajítás | Szepes Kató Pestújhelyi SC                                                    | 33,08 m | Nadányi Ágnes Nemzeti TE                | 29,52 m | Krónits Erzsébet BEAC                        | 24,80 m |
| 4 × 100 m     | Testnevelési Főiskolai Nagy Edit Nagy Aranka Medveczky Sarolta Andrássy Mária | 52,8    | Munkás TE Lovász Anna Lampi Dudás Deák  | 55,8    | BEAC Békési Krocsák Krónits Erzsébet Wiedder | 56,8    |

### Magyar atlétikai csúcsok
- 300 yard 30,0 Vcs. Kovács József BBTE Budapest 10. 6.
- kétkezes súlylökés 29,46 m Vcs. Darányi József MAC Budapest 9. 28.
- hármasugrás 14,89 m ocs. Szirmai László Dorogi AC Budapest 8. 5.
- súlylökés 15,77 m ocs. Darányi József MAC Budapest 9. 28.